# 酒井澄夫

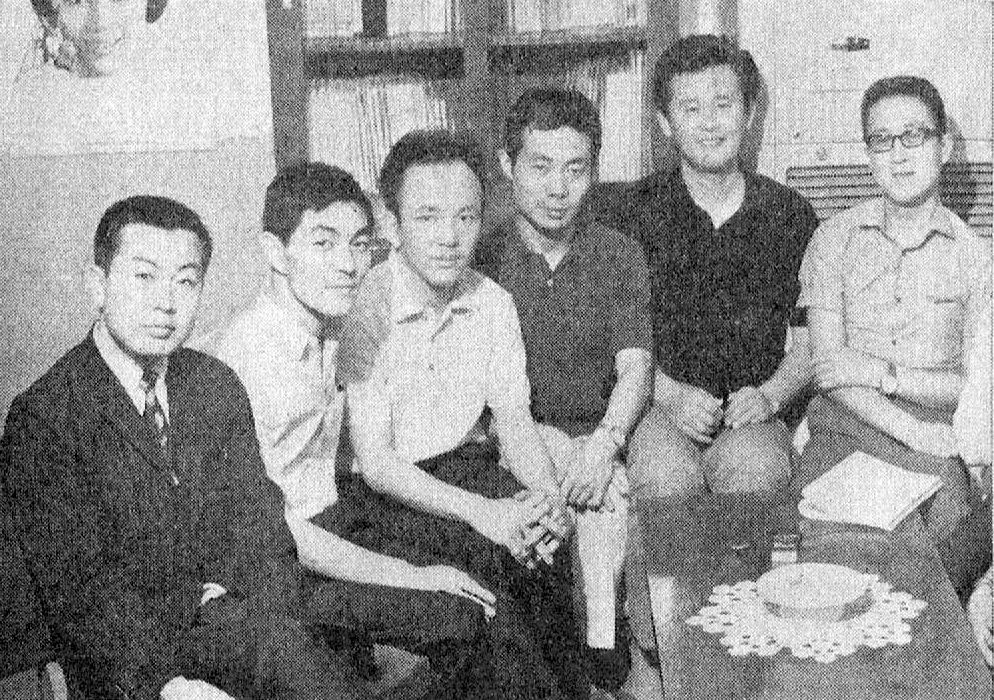
1966年撮影、左より岡田敬二、小原弘亘、柴田侑宏、酒井、阿古健、植田紳爾

酒井 澄夫（さかい すみお）は、宝塚歌劇団の演出家。大阪府出身。

## 略歴
1959年、早稲田大学文学部演劇科を卒業後、宝塚歌劇団に就職。元星組トップスター葦原邦子の紹介で就職した。
1965年、『おやゆび姫』で演出家デビュー。
1966年、『薔薇と太陽』で大劇場演出デビュー。
ショー・芝居の脚本・演出の他、海外ミュージカルの脚色・演出なども担当する。

## 宝塚歌劇団での主な舞台作品

### 大劇場（ショー）
- 『海のバラード』（1968年 花組）
- 『ヤング・ガイ!』（1970年 月組 主演：古城都）
- 『雪女』（1970年 雪組 主演：汀夏子）
- 『マイ・ブロードウェイ』（1971年 星組 主演：鳳蘭、安奈淳）
- 『アラベスク』（1972年 星組 主演：鳳蘭、安奈淳）
- 『秋扇抄』（1974年 月組 主演：榛名由梨、大滝子）
- 『ファンキー・ジャンプ』（1974年 雪組 主演：汀夏子）
- 『スパーク&スパーク』（1976年 月組 主演：大滝子）
- 『ル・ピエロ』（1977年 花組 主演：安奈淳）
- 『セ・マニフィーク』（1977年 星組 主演：鳳蘭）
- 『セ・シャルマン!』（1978年 星組 主演：鳳蘭）
- 『プレンティフル・ジョイ』（1980年 花組 主演：松あきら）
- 『花の舞拍子』（1980年 - 1981年 雪組 主演：麻実れい）
- 『ザ・ビッグ・アップル』（1981年 月組 主演：榛名由梨）
- 『ラブ・コネクション』（1983年 星組 主演：瀬戸内美八）
- 『春の踊り -南蛮花更紗-』（1983年 月組 主演：大地真央）
- 『ラブ・エキスプレス』（1984年 星組 主演：峰さを理）
- 『花夢幻』（1985年 雪組 主演：麻実れい）
- 『ザ・レビューIII』（1985年 星組 主演：峰さを理）[注釈 1]
- 『ジュビリー・タイム！』（1987年 星組 主演：峰さを理）[注釈 2]
- 『レインボー・シャワー』（1988年 - 1989年 月組 主演：剣幸）
- 『春の踊り -恋の花歌舞伎-』（1989年 星組 主演：日向薫）
- 『パラダイス・トロピカーナ』（1990年 雪組 主演：杜けあき）
- 『花幻抄』（1991年 雪組 主演：杜けあき）
- 『ワンナイト・ミラージュ』（1992年 星組 主演：紫苑ゆう）[注釈 3]
- 『花扇抄 -花姿恋錦絵-』（1993年 月組 主演：天海祐希）[注釈 4]
- 『EXOTICA!』（1995年 月組 主演：天海祐希）
- 『グランド・ベル・フォリー』（1996年 - 1997年 月組 主演：久世星佳）
- 『華麗なる千拍子'99』（1999年 - 2000年 雪組 主演：轟悠）[注釈 5]＊監修
- 『ESP!!』（2001年 月組 主演：真琴つばさ）
- 『花の宝塚風土記 -春の踊り-』（2003年 月組 主演：紫吹淳）
- 『エンター・ザ・レビュー』（2005年 花組 主演：春野寿美礼）[注釈 6]
- 『レ・ビジュー・ブリアン』（2006年 月組 主演：轟悠、瀬奈じゅん）[注釈 7]
- 『Passion 愛の旅』（2008年 宙組 主演：轟悠、大和悠河）
- 『宝塚花の踊り絵巻 -秋の踊り-』（2010年 星組 主演：柚希礼音）
- 『Bouquet de TAKARAZUKA（ブーケ ド タカラヅカ）』（2017年 星組 主演：紅ゆずる）[注釈 8]
- 『Éclair Brillant（エクレール ブリアン）』（2019年 星組 主演：紅ゆずる）

### 大劇場（芝居）
- 『薔薇と太陽』（1966年 月組 主演：内重のぼる）＊大劇場デビュー作
- 『浮舟と薫の君』（1973年 星組 主演：安奈淳）
- 『春愁の記』（1979年 月組 主演：榛名由梨）
- 『夜明けの序曲』（1982年 花組 主演：松あきら）
- 『ガイズ&ドールズ』（1984年 - 1985年 月組 主演：大地真央）＊脚色・演出
- 『哀愁』（1986年 月組 主演：剣幸）＊潤色・演出
- 『恋騒ぎ』（1991年 雪組 主演：一路真輝）
- 『ハウ・トゥー・サクシード』（1996年 花組 主演：真矢みき）＊脚色・演出
- 『ダル・レークの恋』（1997年 星組 主演：麻路さき）[注釈 9]＊潤色・演出
- 『浅茅が宿』（1998年 雪組 主演：轟悠）[注釈 10]
- 『夜明けの序曲』（1999年 花組 主演：愛華みれ）＊演出のみ
- 『砂漠の黒薔薇』（2000年 宙組 主演：姿月あさと）
- 『愛 燃える』（2001年 - 2002年 雪組 主演：轟悠）
- 『ガイズ&ドールズ』（2002年 月組 主演：紫吹淳）＊脚色・演出
- 『花舞う長安-玄宗と楊貴妃-』（2004年 星組 主演：湖月わたる）[注釈 11]
- 『ガイズ&ドールズ』（2015年 星組 主演：北翔海莉）＊脚色・演出

### その他劇場
- 『おやゆび姫』（1965年 花組 宝塚新芸劇場）＊演出家デビュー作
- 『水恋抄』（1967年 星組 宝塚新芸劇場）
- 第3回ヨーロッパ公演（1975年）＊演出のみ
- 『マリウス －マルセル・パニョル作 永戸俊雄訳より－』（1978年 月組 宝塚バウホール）
- 『素顔のまゝで…』（1982年 雪組 宝塚バウホール 主演：寿ひずる）
- 第2回東南アジア公演（1982年）
- 『野菊の詩 －伊藤左千夫原作「野菊の墓」より－』（1983年 月組 宝塚バウホール 主演：郷真由加）
- 『ショー・ボート』（1986年・1987年 雪組 宝塚バウホール・簡易保険ホール、中日劇場 主演：平みち）＊脚色・演出
- 『ハッピー・ドリーミング』（1988年 星組 宝塚バウホール 主演：日向薫）
- 『シャンテ・シャンテ・シャンテ』（1989年 月組、星組 宝塚バウホール 主演：紫苑ゆう）
- 『ル・グラン・モーヌ  －失われし日々－』（1993年 花組 宝塚バウホール 主演：真琴つばさ）
- 『ラ・トルメンタ  －愛の嵐－』（1993年 星組 宝塚バウホール 主演：紫苑ゆう）
- 『宝塚 雪・月・花』（2000年 ドイツ公演 主演：紫吹淳）
- 『ダル・レークの恋』（2007年 月組 全国ツアー 主演：瀬奈じゅん）＊潤色・演出
- 『コインブラ物語』（2009年 星組 シアター・ドラマシティ、日本青年館 主演：轟悠）＊監修・演出
- 『ハウ・トゥー・サクシード』（2011年 雪組 梅田芸術劇場メインホール 主演：音月桂）＊脚色・演出
- 『ダル・レークの恋』（2021年 月組 TBS赤坂ACTシアター、シアター・ドラマシティ 主演：月城かなと）＊監修

### コンサート
- 『愛の飛翔』（1979年 雪組 宝塚バウホール 主演：麻実れい）
- 瀬戸内美八リサイタル『Sing, Sing, Sing! ー光と闇ー』（1981年 星組 宝塚バウホール）
- 『愛の飛翔II  －ブーケ・ダムール－』（1982年 雪組 宝塚バウホール 主演：麻実れい）
- 瀬戸内美八リサイタル『Sing, Sing, Sing! '83 －光と夢－』（1983年 星組 宝塚バウホール）
- 『I am What I am  －わたしは私－』（1984年 月組 宝塚バウホール・西武パルコ劇場、中日劇場 主演：大地真央）
- 『愛の飛翔III  －シャンソン・ダ・ムール－』（1984年 雪組 宝塚バウホール 主演：麻実れい）
- 轟悠コンサート『LAVENDER MONOLOGUE』（2007年 宙組 宝塚バウホール / 雪組 日本青年館）
- 蘭寿とむコンサート Song & Dance『Streak of Light －一筋の光…－』（2012年 花組 シアター・ドラマシティ、日本青年館）

### ディナーショー
- 日向薫ディナーショー『The Brilliant Days～輝く日々～』（1989年）
- 真琴つばさディナーショー『WHO? What. Why!』（1999年 ホテル阪急インターナショナル、呉阪急ホテル、パレスホテル）
- 姿月あさとディナーショー『ノクターン』（1999年 パレスホテル、ホテル阪急インターナショナル、呉阪急ホテル）
- 和央ようかディナーショー『Believe』（2000年 ホテル阪急インターナショナル、パレスホテル）
- 轟悠ディナーショー『Noche de Yu』（2001年 ホテル阪急インターナショナル、パレスホテル）
- 大和悠河ディナーショー『Possibility』（2002年 宝塚ホテル、第一ホテル東京）
- 轟悠ディナーショー『The way Yu are』（2002年 パレスホテル、ホテル阪急インターナショナル）
- 轟悠ディナーショー『Yu Quiero Guitarras』（2004年 ホテル阪急インターナショナル、パレスホテル）
- 轟悠ディナーショー『『Alpha』 20ans FACE OF YU』（2005年 ホテル阪急インターナショナル、パレスホテル）
- 轟悠ディナーショー『Yū's Purple Shadow -幻影の街角－』（2007年 ホテル阪急インターナショナル、パレスホテル）
- 春野寿美礼ディナーショー『étude』（2007年 ホテル阪急インターナショナル、パレスホテル）
- 轟悠ディナーショー『Fallin' Love with Yū』（2008年 パレスホテル、ホテル阪急インターナショナル）
- 轟悠ディナーショー『Yū, il mondo!』（2009年 ホテル阪急インターナショナル、ホテルグランドパレス）
- 轟悠ディナーショー『Yū, 25ans－Happily Ever After－』（2010年 ホテルグランドパレス、宝塚ホテル）
- 轟悠ディナーショー『Yū! Just in Time』（2014年 パレスホテル東京、ホテル阪急インターナショナル）
- 轟悠ディナーショー『Prelude of Yū』（2016年 パレスホテル東京、ホテル阪急インターナショナル）
- 凪七瑠海ディナーショー『Evolution!』（2016年 宝塚ホテル、第一ホテル東京）
- 轟悠ディナーショー『Yū Sol y Sombra』（2017年 ホテル阪急インターナショナル、パレスホテル東京）
- 轟悠ディナーショー『Yū, Un jour chantant』（2018年 ホテル阪急インターナショナル、パレスホテル東京）
- 轟悠ディナーショー『Yū 35, A new world』（2019年 パレスホテル東京、ホテル阪急インターナショナル）
- 轟悠 1Day Special LIVE『Yū, Sparkling Days』（2020年 宝塚ホテル）
- 轟悠スペシャルライブ『Soon Yū'll Go』（2021年 ホテル阪急インターナショナル、パレスホテル東京）

### イベントの構成・演出
- ’95TCAスペシャル『マニフィーク・タカラヅカ』（1995年 宝塚大劇場）＊監修
- 『アデュー・東京宝塚劇場 －宝塚 我が心のふるさと－』（1997年 東京宝塚劇場）＊共同演出
- ’98TCAスペシャル『タカラジェンヌ！－5組そろって大行進－』（1998年 宝塚大劇場）＊総指揮
- ’99TCAスペシャル『ハロー！ワンダフル・タイム』（1999年 宝塚大劇場）＊共同演出
- TCAスペシャル2000 白井鐵造生誕100年記念『KING OF REVUE』（2000年 宝塚大劇場）＊監修
- TCAスペシャル2002『LOVE』（2002年 宝塚大劇場）＊総指揮
- 小林一三没後50年追悼スペシャル『清く正しく美しく』（2007年 宝塚大劇場）＊監修
- 没後10周年記念『寺田瀧雄メモリアルコンサート』～歌い継がれて～（2010年 東京宝塚劇場）

## 宝塚歌劇団以外の主な舞台作品
- 2011年 TAKARAZUKA WAY TO 100th ANNIVERSARY 『DREAM TRAIL - 宝塚伝説 -』（監修）（青山劇場、シアタードラマシティ） 主演：鳳蘭、安奈淳、初風諄 他
- 2011年 TAKARAZUKA WAY TO 100th ANNIVERSARY Vol.2 宝塚OGレビューツアー『DREAM FOREVER』（日本青年館、シアタードラマシティ　他） 主演：鳳蘭、麻路さき、大和悠河 他

## 受賞歴
- 第45回菊田一夫演劇賞 特別賞（2019年）－ 永年の宝塚歌劇における作・演出の功績に対して[2]
- 『宝塚歌劇の殿堂』最初の100人のひとりとして殿堂表彰（2014年）[3][4]